# Prasat Chrung
Koordinaten: 13° 27′ 16,5″ N, 103° 50′ 40,2″ O

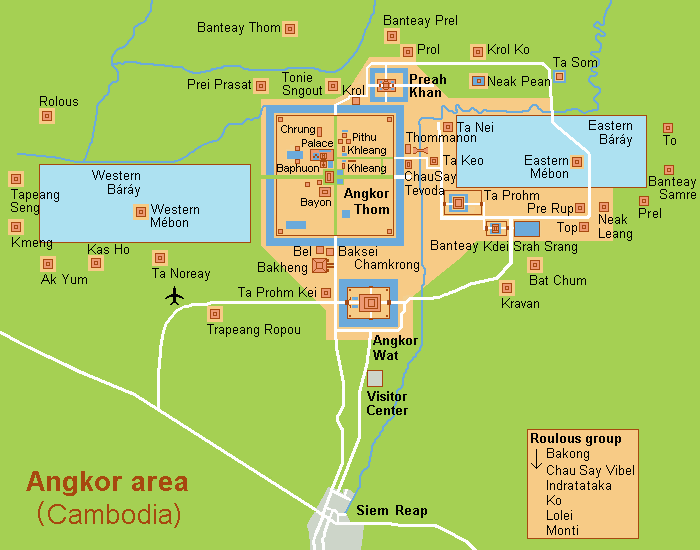
Die Prasat Chrung finden sich in den vier Ecken von Angkor Thom (obere Bildmitte).

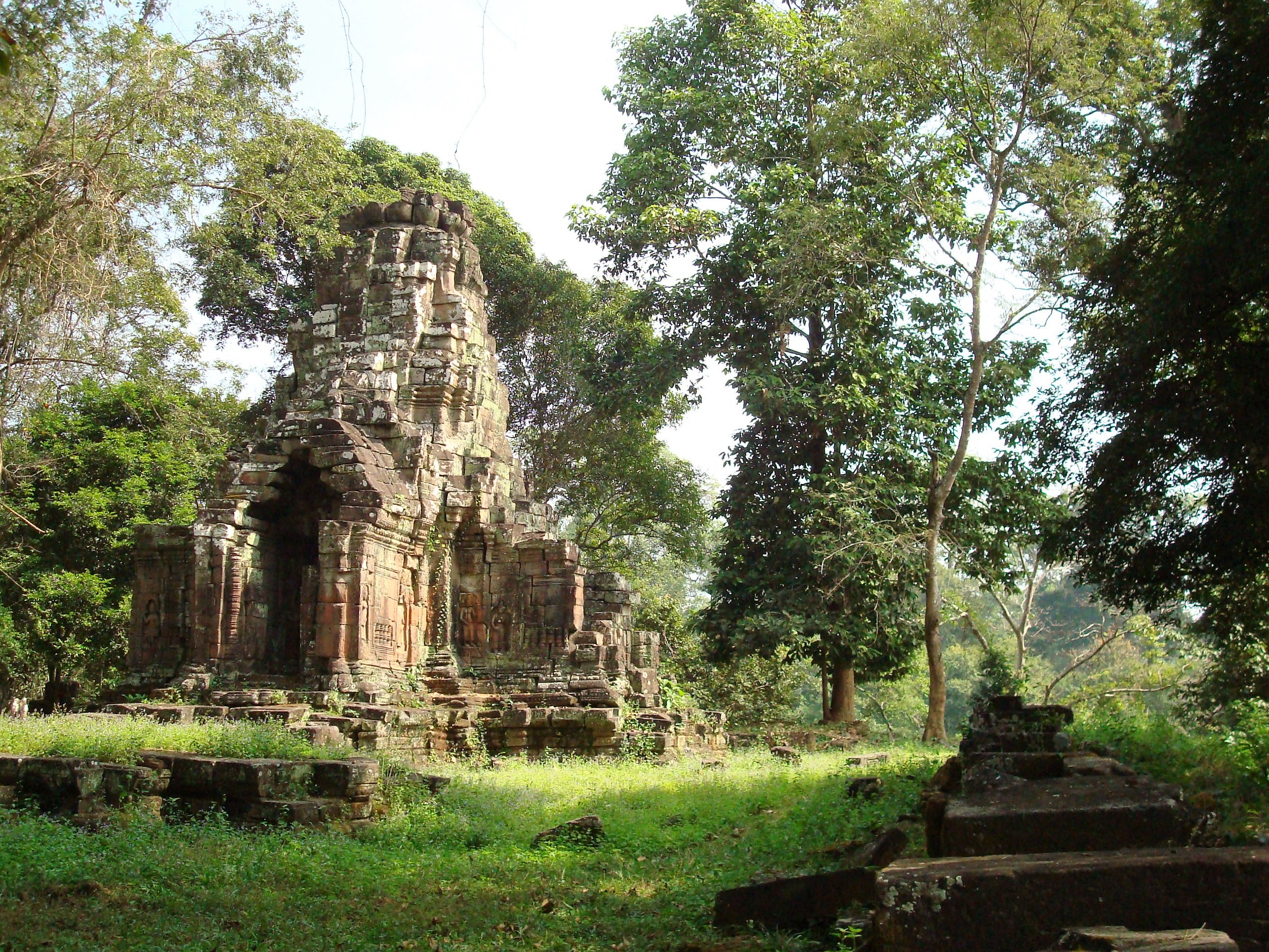
Der südöstliche Prasat Chrung

Die Prasat Chrung („Ecktürme“), vier kleine buddhistische Tempel, stehen in den vier Ecken der Stadtmauer von Angkor Thom, Kambodscha. Sie wurden Anfang des 13. Jahrhunderts unter König Jayavarman VII. gebaut.

## Beschreibung
Um 1200 ließ Jayavarman VII. Angkor Thom errichten, die neue Hauptstadt seines Angkorreichs. Die Khmer-Baumeister rahmten die quadratische, nach den Haupthimmelsrichtungen orientierte Stadtanlage mit einer Mauer; die Innenseite dieser etwa 8 m hohen Stadtmauer versahen sie mit großzügigen, fast ebenso hohen Erdanschüttungen. Auf diesen Erdanschüttungen, in den vier Ecken der Stadtmauer, entstanden schon bald die Prasat Chrung, vier einander ähnelnde Prasat (Tempeltürme) mit Mandapa (Vorhallen).
Die Innenräume der Tempeltürme waren etwa 4 auf 4 m groß. Durch die Vorhallen entstanden kreuzförmige Grundrisse. Die Eingänge öffneten sich jeweils nach Osten, bei den östlichen Tempeltürmen zusätzlich nach Westen; in die anderen Haupthimmelsrichtungen wiesen von innen betrachtet Nischen, von außen betrachtet Scheintüren. Die Sandsteinbauten standen auf etwa 35 auf 30 m großen Flächen, jeweils an zwei Seiten von der Stadtmauer begrenzt, an zwei Seiten von ergänzenden Umfassungsmauern aus Lateritblöcken. Die Gopura (Torbauten) befanden sich an den Ostseiten respektive den Westseiten dieser ergänzenden Mauern.
König Jayavarman VIII. (etwa 1243–1295) ließ die Prasat Chrung hinduisieren und dabei den buddhistischen Bildschmuck teils ummeißeln, teils zerstören. Heute stehen von Südwesttempel und Nordwesttempel nur noch die Wände der Türme, Nordosttempel und Südosttempel besitzen jeweils Umfassungsmauern mit Tor, verhältnismäßig gut erhaltenen Bauschmuck und östlich des Tempelturms ein Stelengebäude. Von den Stadttoren Angkor Thoms aus sind die Anlagen über die angeschütteten Erdwälle zu erreichen; einige Wege sind bequem (so vom Südtor zum Südosttempel), andere kaum passierbar (so vom Nordtor zum Nordosttempel).